# Skuteč
Skuteč é uma cidade checa localizada na região de Pardubice, distrito de Chrudim.
1. ↑  «Dados do instituto de estatísticas da República Checa» (em checo)